# Lifelines World Tour
Lifelines World Tour es el nombre por el que se conoce la que es considerada la gira de mayor éxito de a-ha.
Se inició el 8 de junio de 2002 con el concierto en el Ullevaal Stadion en Oslo, Noruega y concluyó el 16 de octubre del mismo año en The Point en Dublín, Irlanda con un total de 43 espectáculos.
Antes de terminar el 2002 y ya fuera de la gira a-ha ofreció dos conciertos más en diciembre. El 7 en Zeller Eishall, Zell-am-See en Austria y el 13 en VFL Wolfsburg Stadium, Wolfsburgo, Alemania.

## Fechas
La gira llevó a a-ha alrededor de Europa y Brasil, con un total de 45 conciertos, tocando ante un total de medio millón de espectadores.

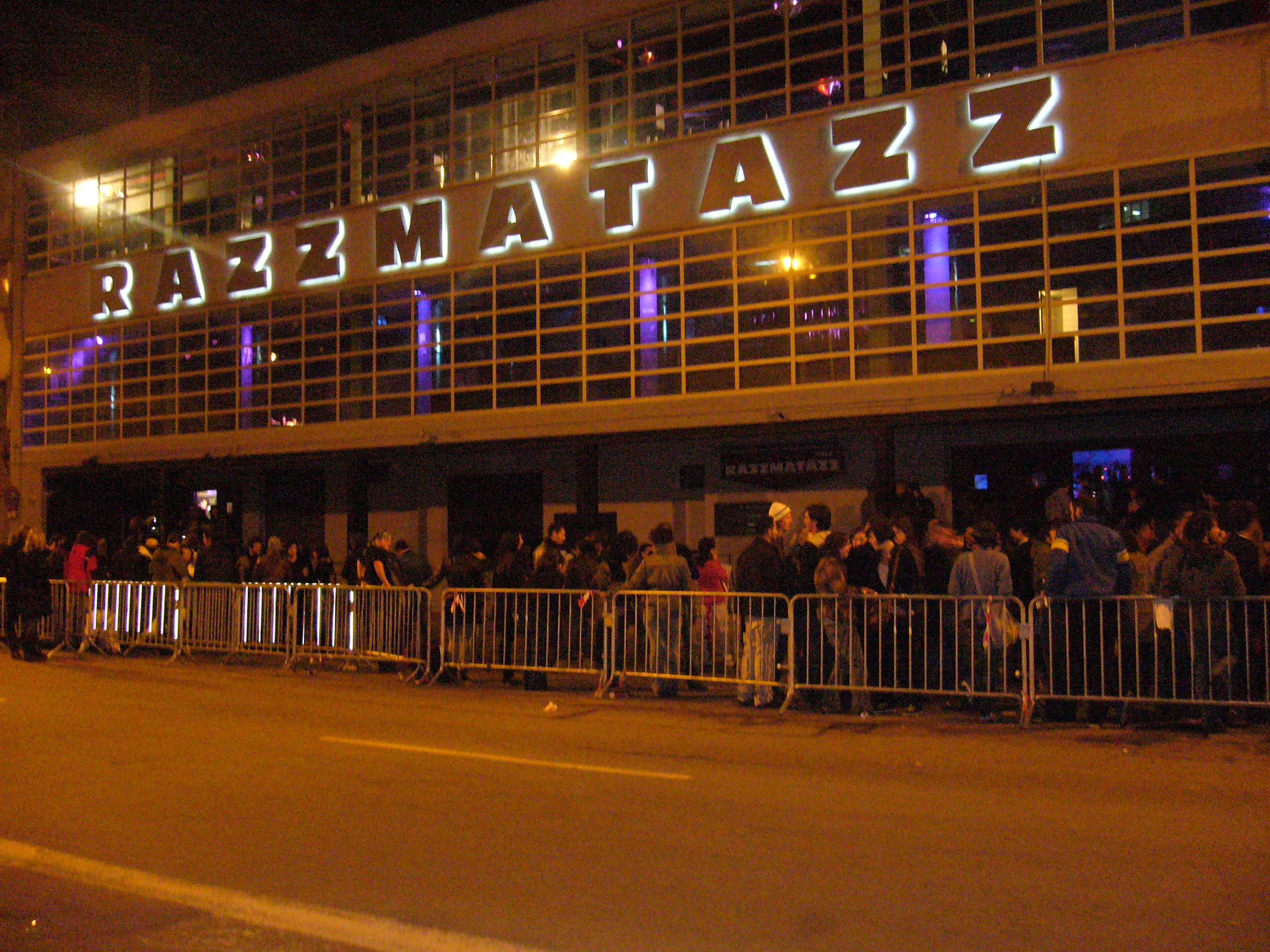
Razzmatazz de Barcelona, donde dieron su primer concierto en España, el 4 de octubre de 2002.

### Manga 1: Europa
| Fecha       | Centro            | Lugar      | País         |
| ----------- | ----------------- | ---------- | ------------ |
| 8 de junio  | Ullevaal Stadion  | Oslo       | Noruega      |
| 11 de junio | House of Culture  | Helsinki   | Finlandia    |
| 13 de junio | Stockholm Arena   | Estocolmo  | Suecia       |
| 14 de junio | Vega              | Copenhague | Dinamarca    |
| 15 de junio | Train             | Aarhus     | Dinamarca    |
| 17 de junio | Muziekcentrum     | Utrecht    | Países Bajos |
| 18 de junio | Ancienne Belgique | Bruselas   | Bélgica      |
| 19 de junio | Casino de París   | París      | Francia      |
| 25 de junio | Royal Albert Hall | Londres    | Reino Unido  |
| 28 de junio | Sc Olimpiisky     | Moscú      | Rusia        |
| 30 de junio | Ulitsa Kirova     | Minsk      | Bielorrusia  |

### Manga 2: América del Sur
| Fecha        | Centro             | Lugar          | País   |
| ------------ | ------------------ | -------------- | ------ |
| 14 de agosto | Credicard Hall     | São Paulo      | Brasil |
| 15 de agosto | Credicard Hall     | São Paulo      | Brasil |
| 16 de agosto | ATL Hall           | Río de Janeiro | Brasil |
| 17 de agosto | Rodeio de Barretos | Barretos       | Brasil |
| 20 de agosto | -                  | Porto Alegre   | Brasil |

### Manga 3: Europa
| Fecha            | Lugar                   | Ciudad             | País         |
| ---------------- | ----------------------- | ------------------ | ------------ |
| 7 de septiembre  | Open Air Fest Square    | Tallin             | Estonia      |
| 8 de septiembre  | Skonto Stadium          | Riga               | Letonia      |
| 10 de septiembre | Zalgirio Sports Stadium | Vilna              | Lituania     |
| 12 de septiembre | Tor Stegny              | Varsovia           | Polonia      |
| 15 de septiembre | Arena Leipzig           | Leipzig            | Alemania     |
| 17 de septiembre | Olympiahalle            | Múnich             | Alemania     |
| 18 de septiembre | Schleyerhalle           | Stuttgart          | Alemania     |
| 19 de septiembre | Arena Nürnberg          | Núremberg          | Alemania     |
| 21 de septiembre | Gerry-Weber-Stadion     | Halle              | Alemania     |
| 22 de septiembre | Eilenriedehalle         | Hanóver            | Alemania     |
| 23 de septiembre | Kölnarena               | Colonia            | Alemania     |
| 24 de septiembre | König-Pilsener-Arena    | Oberhausen         | Alemania     |
| 27 de septiembre | Stadthalle              | Bremen             | Alemania     |
| 28 de septiembre | Velodrom                | Berlín             | Alemania     |
| 29 de septiembre | Sporthalle              | Hamburgo           | Alemania     |
| 1 de octubre     | Festhalle               | Fráncfort del Meno | Alemania     |
| 2 de octubre     | Hallenstadion           | Zúrich             | Suiza        |
| 4 de octubre     | Razzmatazz              | Barcelona          | España       |
| 5 de octubre     | Sala La Riviera         | Madrid             | España       |
| 7 de octubre     | Le Zenith               | París              | Francia      |
| 8 de octubre     | Heineken Music Hall     | Ámsterdam          | Países Bajos |
| 10 de octubre    | Apollo                  | Mánchester         | Reino Unido  |
| 11 de octubre    | Apollo                  | Mánchester         | Reino Unido  |
| 12 de octubre    | Wembley Arena           | Londres            | Reino Unido  |
| 14 de octubre    | NIA                     | Birmingham         | Reino Unido  |
| 15 de octubre    | Clyde                   | Glasgow            | Escocia      |
| 16 de octubre    | The Point               | Dublín             | Irlanda      |

## Temas
Esta es la lista de temas para el concierto de apertura en el Ullevaal Stadion de Oslo, Noruega. Existen variaciones en la lista como, por ejemplo, "Crying in the Rain" en lugar de "Turn the Lights Down" o la adición de "The Swing of Things" en conciertos posteriores, pero la lista es más o menos igual para toda la gira.
1. "Afternoon High"
2. "The Sun Never Shone that Day"
3. "You Wanted More"
4. "Forever Not Yours"
5. "Manhattan Skyline"
6. "I've Been Losing You"/"The Blood that Moves the Body"
7. "Time and Again"
8. "Did Anyone Approach You?"
9. "Turn the Lights Down"
10. "Stay on These Roads"
11. "Hunting High and Low"
12. "Locust"
13. "Minor Earth, Major Sky"
14. "Scoundrel Days"
15. "The Living Daylights"
16. "The Sun Always Shines on T.V."

- Otras canciones que interpretaron durante la gira fueron There's a Reason for It, Oranges On Appletrees y Dragonfly, las tres del álbum soporte de la gira Lifelines.

Pausa:
1. "Lifelines"
2. "Summer Moved On"
3. "Take on Me"

- Temas del Lifelines (10)
- Temas del Minor Earth Major Sky (3)
- Temas del Memorial Beach (1)
- Temas del East of the Sun, West of the Moon (1)
- Temas del Stay on These Roads (3)
- Temas del Scoundrel Days (4)
- Temas del Hunting High and Low (3)

## Personal
Equipo a cargo de la realización de la gira.

### a-ha
- Morten Harket: voz.
- Paul Waaktaar-Savoy: voz y guitarra.
- Magne Furuholmen: voz, teclado y guitarra.

### Banda
- Anneli Drecker: voz.
- Per Lindvall: batería.
- Sven Lindvall: bajo.
- Christer Karlsson: teclados.

### Equipo en directo de a-ha
- Ylva Neumann: mánager de la gira.
- Kate Allen: asistente del mánager de la gira.
- Sven Persson: director de sonido.
- Jarle Kvalsund: ingeniero de monitores.
- Jojo Tillmann: diseñador de espectáculos.
- Timo Martens: operador de luces.
- Pete Hillier: mánager de producción.

### Backline
- Yngve "hoba" Berg: técnico de batería.
- Tor Age Sørnes: técnico de teclado.
- Morten "Turbo" Thobro: técnico de guitarra.
- Kåre y Tor Einar Jensen: asistentes de la banda.

### Equipo técnico
Thomas Backhausen, Paul Bainbridge, Peter Blass, Tom Tunnigkeit, Doug Brimblecombe, Nick Cooke, Markus Hoch, Ian Dobbie, Olli Müllen, Werner Schmidle, mark Willett, Alex Doss, Randy Germen, Uli Klose y Olli Neumann.

## El álbum
Un álbum recopilatorio en directo salió a la venta en marzo de 2003, titulado How Can I Sleep with Your Voice in My Head (línea extraída de la letra de la canción "The Swing of Things"). Dicho álbum surgió de grabar todas las actuaciones de a-ha durante las últimas seis semanas de la gira.
El álbum contenía un total de 14 temas en directo en diferentes lugares. Además de esto, algunas ediciones eran acompañadas por un segundo disco con 6 temas extra y un vídeo que recogía escenas en directo y detrás de los escenarios, de unos 9 minutos de duración y dirigido por Lauren Savoy. Por último existe una tercera edición del álbum, con los dos CD, presentado en formato Digipak y acompañado por un mini póster de doble cara, una con Morten Harket en el Ullevaal Stadion y otra con una captura de la banda desde el fondo del escenario, en el mismo lugar.
Del álbum en directo se extrajo el sencillo "The Sun Always Shines on T.V. (Live)", cuyo vídeo musical contiene escenas en directo y backstage.
Como curiosidades, las canciones "Dragonfly" y "Sycamore Leaves" (sólo disponibles en el CD 2) eran cantadas por Magne Furuholmen y Paul Waaktaar-Savoy, respectivamente, lo que se dice que obtuvo gran aceptación por la audiencia. Posteriormente, en una entrevista, se le preguntó a Paul si volvería encabezar la letra de una canción durante los conciertos, a lo que él respondió que "Morten es el vocalista". Otra curiosidad es que, pese a no haber temas en el álbum de los conciertos en España, en un fragmento del vídeo se puede ver a la banda entrando en el Razzmatazz de Barcelona, el 4 de octubre de 2002. La escena del cumpleaños de Morten Harket está grabada en Leipzig, Alemania, y cumplía 43 años.